# Большое Займище (озеро, Казахстан)
Большое Займище (Займище, каз. Займище) — озеро в Узункольском районе Костанайской области Казахстана. Находится в 13 км к западу от села Пресногорьковка и 1,5 км южнее села Крутоярка.
По данным топографической съёмки 1959 года, площадь поверхности озера составляет 1,95 км². Наибольшая длина озера — 2,1 км, наибольшая ширина — 1,6 км. Длина береговой линии составляет 1,59 км, развитие береговой линии — 1,12. Озеро расположено на высоте 159,9 м над уровнем моря.